# アメリカ軍
アメリカ合衆国軍（アメリカがっしゅうこくぐん、英語: United States Armed Forces、別名：合衆国軍（がっしゅうこくぐん）、米軍（べいぐん）、米国軍（べいこくぐん）、アメリカ軍）は、アメリカ合衆国が保有する軍隊。陸軍・海軍・空軍・海兵隊・宇宙軍の5軍種からなる常備軍と、平時は海上警備を主とした法執行機関としての役割もある沿岸警備隊を含めた6つの軍種からなっており、これらはいずれも8つの武官組織に含まれる。

アメリカ合衆国。
1776年以降、アメリカ合衆国が宣戦布告、またはアメリカ合衆国が侵攻・攻撃を行なった国。
現在、アメリカ合衆国が攻撃中の国。

アメリカ合衆国軍については普段からアメリカ合衆国連邦政府の直接的な指揮下にある連邦軍と、州知事の指揮下にあり必要に応じて連邦軍に編入される州兵がある。なお、各州政府の州防衛軍はアメリカ合衆国連邦政府の指揮下に入らない為、通常はアメリカ合衆国軍に含まない。軍隊の最高司令官はアメリカ合衆国大統領であり、合衆国連邦行政部のうちの合衆国国防総省と合衆国国土安全保障省と共に軍事政策を決定する。

## 概要
アメリカ軍はその発足以来同国の歴史において決定的な役割を果たしてきた。第一次バーバリ戦争と第二次バーバリ戦争での勝利の結果として、国民の統一とアイデンティティの感覚が生成された。それはアメリカ南北戦争において重要な役割を果たし、アメリカの軍隊としての役割を果たし続けたが、その多くの将校が南軍の分離主義軍に加わることを拒絶した。1947年9月に採択された国家安全保障法は、現代のアメリカ軍の枠組みを構築した。この法律は国防長官が率いる国家軍事施設（National Military Establishment）を設立し、空軍省と国家安全保障会議を設立した。1949年8月の法改正で国家軍事施設は国防総省に改名され、内閣レベルの陸軍省・海軍省・空軍省が国防総省に統合された。
アメリカ軍は人員の面で最大の軍隊の一つである。有給の志願兵の大規模な人員から兵士を構成している。徴兵制度は1861年から実施されていたが1973年のベトナム戦争終結で停止となった。現在はセレクティブ・サービス・システム（選抜徴兵登録制度）が設けられており、18歳から25歳までのアメリカ国籍を持つ男性はセレクティブサービスに登録し、訓練を受ける義務がある 。
アメリカ軍は世界で最も強力な軍隊と見なされている。同国の軍事予算(2022年度)は8,769億米ドルであり、世界の軍事費シェアの39.1％を占め世界最大である。アメリカ軍は予算が巨額な為、防衛と戦力投射の両方に重要な能力を備えており、国外の約800の軍事基地を含む世界中に軍を広範囲に配備できる高度で強力な技術力を創出している。アメリカ空軍は世界最大の空軍であり、アメリカ海軍はトン数で世界最大の海軍であり、アメリカ海軍とアメリカ海兵隊を合わせると世界で2番目に大きい航空戦力である。規模の面ではアメリカ沿岸警備隊は世界で12番目に大きい海上戦力である。ちなみに2019年の会計年度現在の軍事備蓄で保有する航空機数は14,061機である。

## 歴史

### 18世紀以前
1775年
アメリカ独立戦争に際し軍隊の編成が急務となり、第2次大陸会議により陸海海兵の3軍が編成された。
6月14日 - 大陸軍が設立される。
10月13日 - 大陸海軍が設立される。
11月10日 - 大陸海兵隊が設立される。
1783年11月3日 - 独立戦争に勝利したことで小規模な警備部隊を残し大陸軍部隊の多くが解散される。
1784年6月3日 - 大陸会議の決議により常備陸軍としてアメリカ陸軍が設立される。
1790年8月4日 - アメリカ沿岸警備隊の前身となる税関監視艇部が設立される。
1792年5月2日 - 1792年民兵法 (Militia Acts of 1792) により、民兵組織だった州兵の位置付けが明確化された。
1794年3月27日 - フランスの私掠船から商船を守るため常備海軍の設置が決定されアメリカ海軍が設立される。
1798年7月11日 - 擬似戦争によりアメリカ海兵隊が設立され4軍体制となる。

### 19世紀
1817年4月 - 1812年戦争の結果としてアメリカ・イギリス・イギリス領カナダとの間で、軍縮協定であるラッシュ・パゴット協定が締結された。

### 20世紀
1907年8月1日 - 気球や飛行船を運用するため初の航空機部門である陸軍信号隊航空機部門が創設された。
1945年9月の第二次世界大戦終結後は核兵器の保有と戦力の充実により、ソビエト連邦軍との2大勢力となった。
1947年9月18日 - アメリカ陸軍航空軍が改組され、アメリカ空軍が正式に発足して現在の5軍体制となる。
1985年9月23日 - アメリカ宇宙軍が設立（2002年に戦略軍へ統合）
1992年6月1日 - アメリカ戦略軍が設立。

### 21世紀
1991年12月のソビエト連邦の崩壊・実戦経験・ハイテク兵器などにより規模・質共に他国を圧倒する存在となったが、パイロットなど高度な人材の不足が深刻化しており、アメリカ軍を描いた映画の撮影に協力するなど志願者の獲得に努めている。
2009年 - サイバー戦争への対応を強化するためアメリカサイバー軍を設立。
2011年9月20日 - 同性愛者（男性：ゲイ、女性：レズビアン）であることを公言して軍務に就くことを禁じた軍務規定が撤廃された。
2016年1月、アメリカ軍内のすべての軍事的職業を女性に解放した
2018年1月1日からトランスジェンダーの志願者の入隊を受け付ける。
2019年8月29日 - 統合軍の一つとしてアメリカ宇宙軍(軍種の設立による混同を避けるため現在はアメリカ宇宙コマンドと訳される)が再度設立。
2019年12月20日 - 大統領ドナルド・トランプは20日、アメリカ議会で可決された2020会計年度の国防権限法案に署名し、陸軍や海軍などと同格の軍種の一つとして宇宙軍を創設する法律が成立した。人員は約1万6000人、予算総額は7380億ドル。

## 機構
アメリカ軍は文民統制の下に、大統領が最高司令官であり、同じく文民かつ大統領顧問団の閣僚である国防長官が大統領を補佐し、国防総省を統括する。
部隊の作戦指揮は大統領から国防長官を通じ、地域別及び機能別の各統合軍司令官に直接伝達される。統合参謀本部（JCS）は、作戦指揮命令系統に入っておらず、軍事的な助言や作戦計画の立案や兵站要求など参謀としての業務に携わっている。なお陸海軍及び民兵団の編成権・軍律制定権・戦争宣言の権限は連邦議会が有している。

### 軍種
アメリカ軍は次の6つの軍種からなる。そのうち国土安全保障省に属する沿岸警備隊を除く5軍は国防総省の管轄下に属し、アメリカ合衆国大統領の指揮統制下にある。
各軍は部隊の編成・維持・訓練が中心となっており、各統合軍に部隊を拠出する責任を負っている。陸軍は陸軍省、海軍・海兵隊は海軍省、空軍・宇宙軍は空軍省が軍政を司る。指揮命令系統において、海軍と海兵隊の間・空軍と宇宙軍の間に上下関係は無い。有事においては沿岸警備隊も海軍省の管轄となり、海軍に準じた扱いがなされる。なお5軍の部隊の作戦指揮は統合軍が管轄する。
- アメリカ合衆国陸軍（United States Army）
- アメリカ合衆国海軍（United States Navy）
- アメリカ合衆国空軍（United States Air Force）
- アメリカ合衆国宇宙軍 (United States Space Force)
- アメリカ合衆国海兵隊（United States Marine Corps）
- アメリカ合衆国沿岸警備隊（United States Coast Guard）

### 統合軍
米軍の運用は、軍種ごとではなく、軍種横断的に編成された統合軍（Unified Combatant Command）の指揮のもとで行われており、統合軍は、地域によって編成された7つの地域統合軍と、機能によって編成された4つの機能統合軍から構成されている。 
それぞれの統合軍に属する陸海空軍及び海兵隊部隊を1人の統合軍司令官が運用するという編制は統合作戦の円滑な遂行と軍事学的な指揮統一の原則を同時に達成するためである。 
地域別
- アメリカ北方軍（USNORTHCOM）- 北米担当
- アメリカ中央軍（USCENTCOM）- 中東担当
- アメリカアフリカ軍（USAFRICOM）- アフリカ担当
- アメリカ欧州軍（USEUCOM）- 欧州担当
- アメリカインド太平洋軍（USPACOM）- アジア・太平洋地域担当
- アメリカ南方軍（USSOUTHCOM）- 中南米担当
- アメリカ宇宙コマンド（USSPACECOM）- 宇宙空間（軍事衛星の運用など）を担当

機能別
- アメリカ特殊作戦軍（USSOCOM）- 特殊作戦を担当
- アメリカ戦略軍（USSTRATCOM）- 核兵器の運用を統括
- アメリカ輸送軍（USTRANSCOM）- 兵站・輸送（戦略輸送・戦術輸送）を担当
- アメリカサイバー軍（USCYBERCOM）- サイバー戦を担当

## 駐留国

アメリカ軍の駐留兵力 （2007年）
1000以上の部隊
100以上の部隊
施設の使用

アメリカは米ソ冷戦における安全保障政策を受けて、多くの国家（国防総省が公表しているだけで170か国以上、内大規模基地を置くのは約60か国）に現在も軍部隊を駐留させている。防衛条約並びに協定によってアメリカ軍が常時駐留している国家は以下の通り（2022年3月31日現在）。〔〕内数値は駐留兵力を示す。
あくまでも施設の維持や連絡要員・駐在武官として常駐している人数である為、特殊部隊や作戦行動中の数を含むと実数はこれよりも多い可能性がある。近年は大規模な恒久基地ではなく特殊任務に特化した小規模基地を中心に展開している為、駐留人数は少数（数十～数百人、一桁の場合も）傾向にある（通称：リリー・パッド戦略）。
基地の兵士が地元商店街の客層となり、また地元住民が基地の従業員として雇用されるなど、経済的に重要な存在になっている場合も多い。

### ヨーロッパ・北アメリカ
北大西洋条約機構（NATO）加盟国

アメリカの同盟関係
UKUSA（AUSCANNZUKUS、ABCA）
同盟国

- イギリス〔9,704人〕（ イギリス領インド洋地域〔216人〕）：相互防衛協定、通信傍受協定（エシュロン）、軍事情報包括保全協定（GSOMIA）、サイバー攻撃対処に関する覚書（MOU）
英国と米国は第二次世界大戦以来、政治軍事両面で強いつながりを持っており、冷戦期の英国の外交や政治には米国の意向が強く反映されていた。
このような特殊な関係から、特に英米同盟（UKUSA、米英同盟）と呼ばれる。また、1990年代には多数の米軍基地が存在していた。現在でも例えばレイクンヒース空軍基地などは基地内にイギリス空軍は一切存在していなく、アメリカ軍専用駐留基地になっている。国内では不平等であるなどと、アメリカ軍の存在が問題になっている。在英アメリカ空軍の基地の一覧

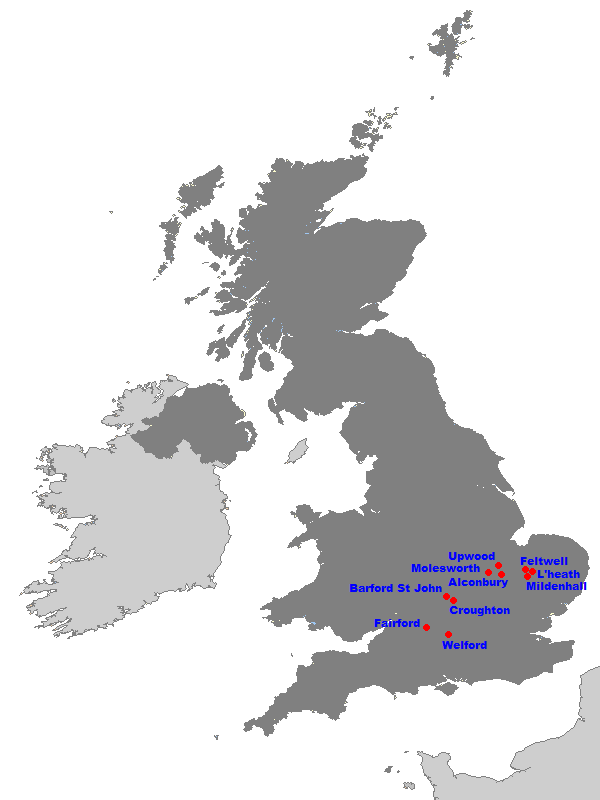
在英アメリカ空軍の基地の一覧

- ドイツ〔36,039人〕：相互防衛援助条約。
第二次大戦後の分割占領軍から駐留している。大半が陸空軍。冷戦時代は20万人以上が駐留する、西欧防衛の最前線だったが、冷戦終結で大幅に削減された。中東での作戦時には重要な輸送基地となっている。
2020年には、配置規模を24,000人へ削減する計画を発表した[44]。2021年現在、米軍基地は世界最多の数を誇る。ドイツの米軍一覧

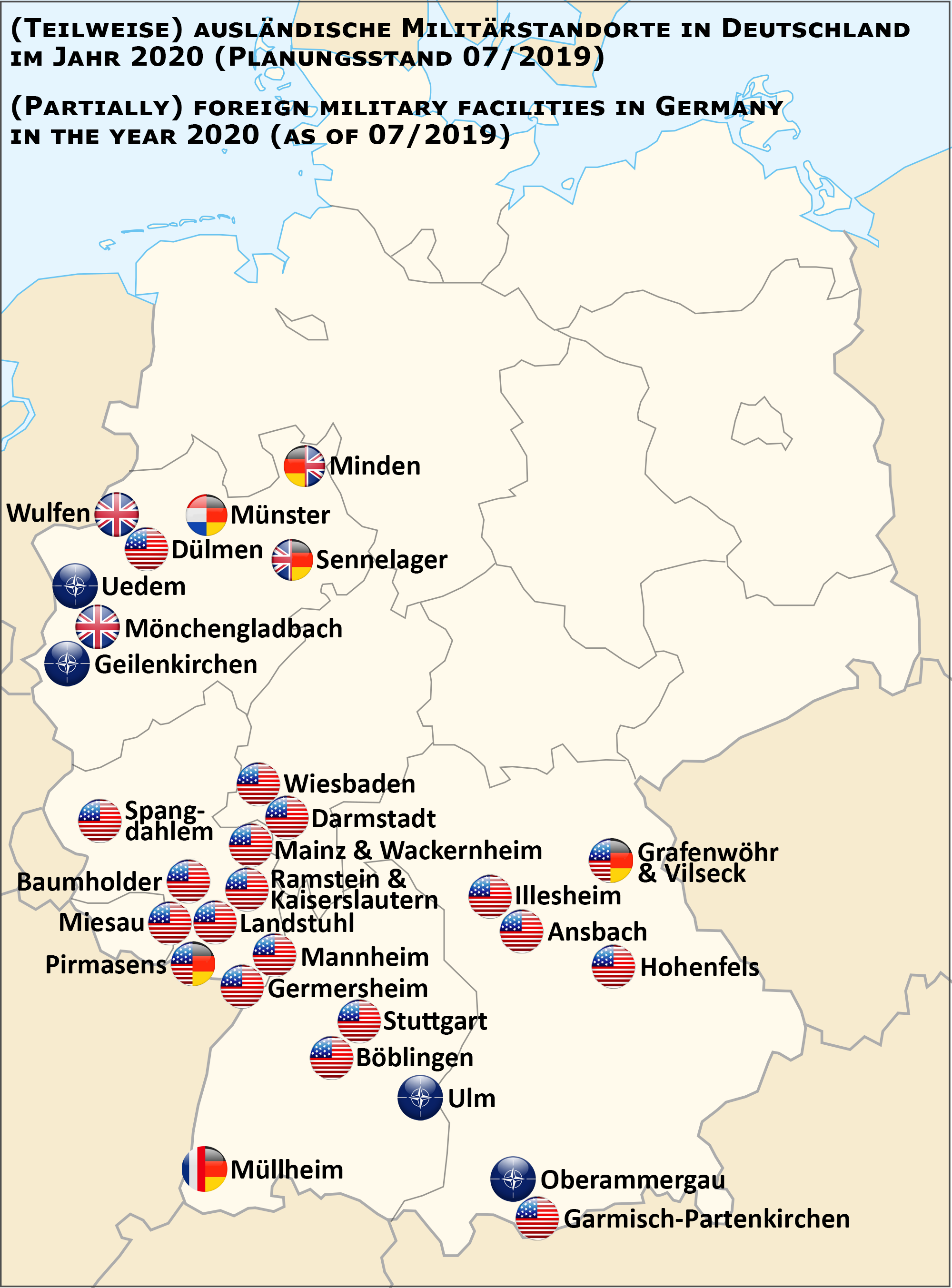
ドイツの米軍一覧

- イタリア〔12,643人〕：ガエータに海軍第6艦隊が駐留する。
- トルコ〔1,709人〕
- スペイン〔3,107人〕
- ベルギー〔1,130人〕：NATO軍最高司令部要員及び空軍基地を維持。
- ルーマニア〔137人〕
- ギリシャ〔376人〕
- オランダ〔429人〕
- ハンガリー〔78人〕
- ポルトガル〔242人〕
- デンマーク〔18人〕（ グリーンランド〔146人〕）:世界で唯一のアメリカ宇宙軍が駐留している。
- カナダ〔146人〕：相互防衛委員会設立協定、通信傍受協定、GSOMIA、MOU
防空任務について、北アメリカ航空宇宙防衛司令部を通じ、アメリカと共同で行っている。
- ノルウェー〔2,592人〕：NATO軍北方司令部要員
- ポーランド〔172人〕
- ブルガリア〔20人〕：国内4か所に駐留
- エストニア〔17人〕、 ラトビア〔17人〕、 リトアニア〔19人〕：ローテーション形式で駐留
- アイスランド〔2人〕：NATO軍による航空監視任務。
- フランス〔80人〕：相互防衛援助条約、GSOMIA、施設の使用（イストル、エヴルー＝フォヴィル空軍基地）。
1951年から1966年の間には在仏アメリカ空軍が駐留していた。その後、NATOの軍事機構からは一時脱退していたが、復帰した。
大規模な軍事基地はない（上記の基地は補給基地）が、米軍はフランス国内の主要基地を使用する権利を持っている。

その他
- スウェーデン〔27人〕：MOU、防衛協力協定
- キプロス〔12人〕：施設の使用（アクロティリ空軍基地）
- ボスニア・ヘルツェゴビナ〔12人〕：加盟のための行動計画（MAP）、施設の使用（トゥズラ空軍基地）
- 北マケドニア〔15人〕：MAP
- アゼルバイジャン〔13人〕：IPAP、施設の使用（ナソスニ空軍基地）
- ウクライナ〔23人〕：IPAP
ウクライナ軍の訓練を名目に駐留（オチャコフ、ヤーヴォリウ、フミリヌィーク、オデッサ）。
- モルドバ〔7人〕、 ジョージア〔34人〕、 アルメニア〔12人〕、 セルビア〔14人〕：IPAP

### 太平洋・アジア
日米安全保障条約

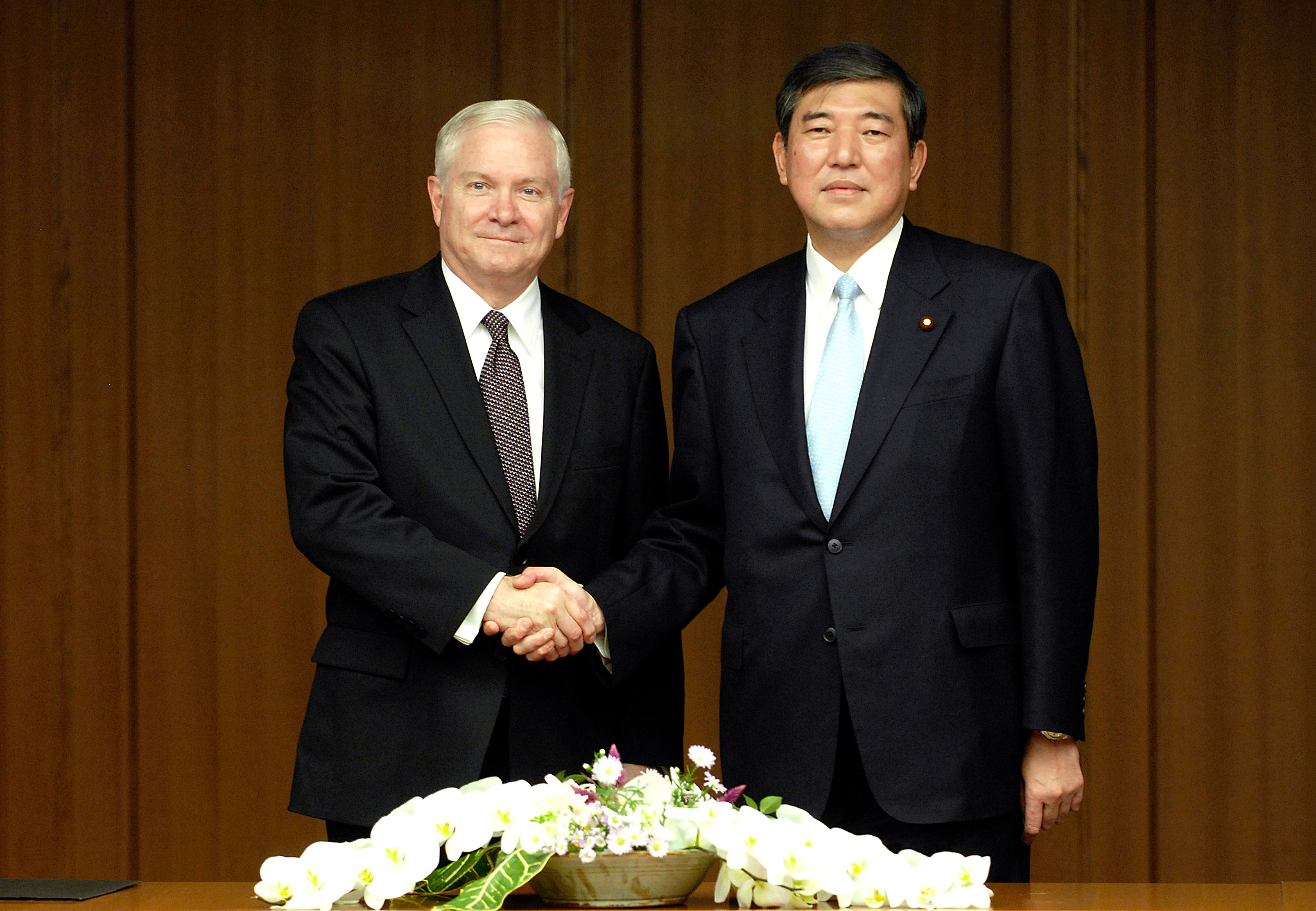
来日したロバート・ゲーツ国防長官と握手を交わす石破茂防衛大臣（2007年11月8日）

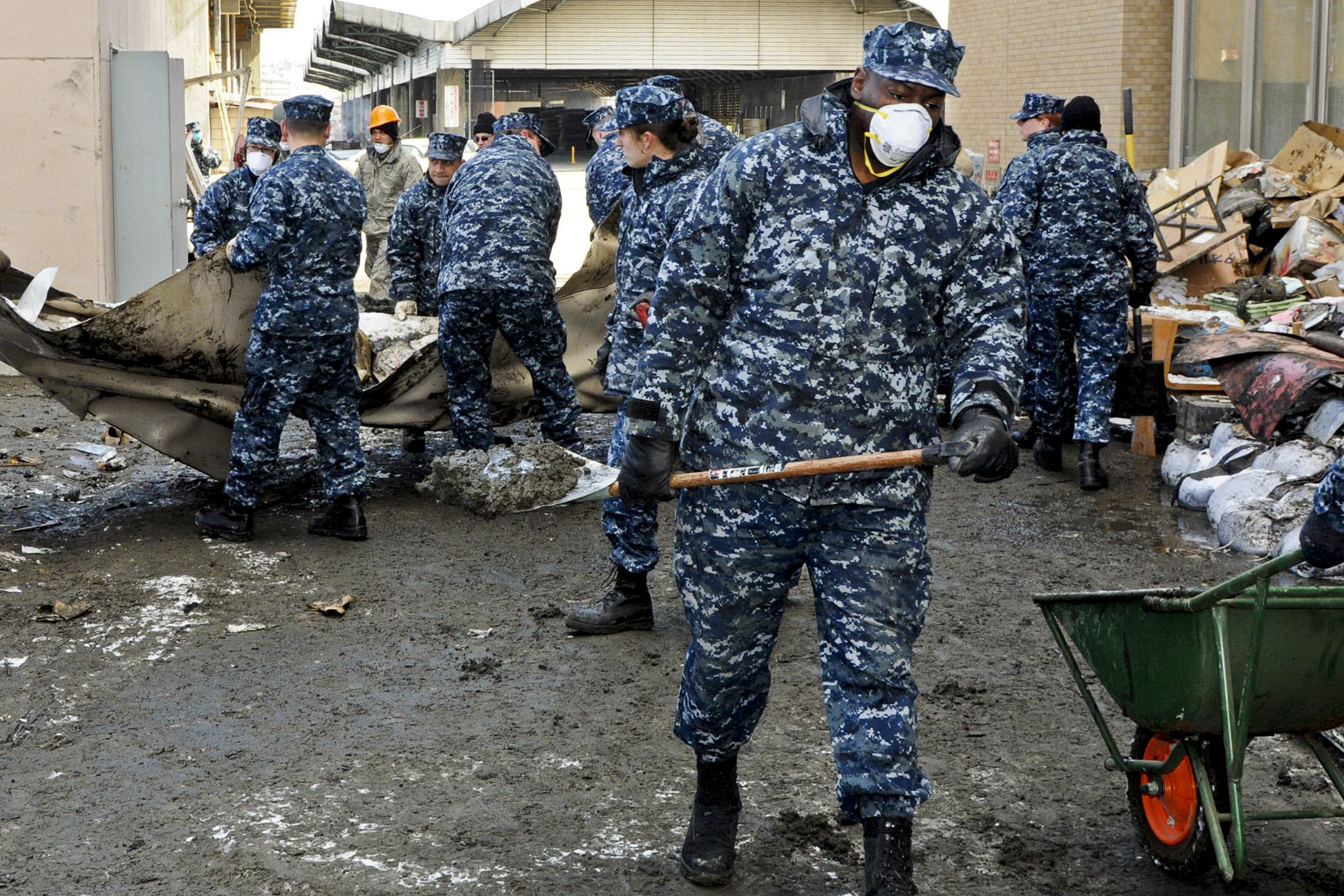
トモダチ作戦で津波による瓦礫を撤去する在日アメリカ海軍の水兵ら（2011年、東日本大震災）

- 日本〔26,600人〕（在日米軍）：相互防衛援助協定、資金提供協定、非NATO主要同盟国（MNNA）
第二次世界大戦後のGHQ/SCAP時代の占領軍（アメリカ合衆国による沖縄統治：1945年 - 1972年5月15日：沖縄返還まで）から現在まで駐留が続いている。GSOMIA及びMOUは2007年に締結。海軍の第7艦隊をはじめ、空・海兵隊が拠点を設置するが、陸軍は比較的小規模。米軍再編の一環として、兵力の一部削減・移転が決定している。特殊な関係から、特に日米同盟と呼ばれる。

米韓相互防衛条約
- 韓国〔25,687人〕（在韓米軍）：MNNA

日本の敗戦より駐留し、占領軍政を敷いた。朝鮮戦争によって大幅に増強される。朝鮮民主主義人民共和国（北朝鮮）と直接対峙するため、兵力の大半が陸軍である。長く韓国軍の指揮権を有している。特殊な関係から、特に米韓同盟と呼ばれる。
米比相互防衛条約
- フィリピン〔187人〕：MNNA
植民地時代より駐留し、空・海軍の一大拠点であったが、1994年に一度完全撤収した（なお、クラーク空軍基地は自然災害がきっかけとなり閉鎖となった）。2002年より対テロ戦争の一環として、特殊部隊が駐留している。南シナ海をめぐる紛争により、海空軍の再駐留が合意されている。

太平洋安全保障条約（ANZUS）
- オーストラリア〔783人〕：相互防衛援助協定、通信傍受協定、GSOMIA、MOU、MNNA。新基地建設などが決まっていて今後増員される[45]。

自由連合盟約 - アメリカ軍が国防を担う
- マーシャル諸島〔16人〕
- パラオ〔17人〕

その他
- タイ〔106人〕：MNNA、米陸軍管轄の医科学研究所、タナット＝ラスク共同声明（東南アジア条約機構は解散したが、マニラ条約の相互防衛義務は有効と確認）。
- シンガポール〔203人〕：シンガポール米軍基地利用協定。
- マレーシア〔18人〕：物品役務相互提供協定（ACSA）、施設の使用（ボルネオ島の2つの空軍基地を哨戒基地として使用）。
- インドネシア〔31人〕：米陸軍管轄の医科学研究所（ジャカルタ）。
- インド〔47人〕：後方支援・補給支援協定、施設の使用、日米豪印戦略対話
インド政府は非同盟主義を掲げるが、アメリカ政府は事実上の同盟国として扱っている。
- 台湾（中華民国）〔30人〕：台湾関係法
米華相互防衛条約終了後、後継法として制定され、これにより装備供与と軍事支援を行う。
- ニュージーランド〔16人〕：通信傍受協定、MOU、MNNA
クライストチャーチのハーウッド空港、ティマル（ウォシュディケ）に駐留。ANZUS同盟から脱退するも事実上継続中。

### 中東
- クウェート〔720人〕：MNNA、イスタンブール協力イニシアティブ（ICI）
- イラク〔11人〕：パートナーシップ協定
イラク戦争により駐留。最盛期には15万人以上が配置されたが、終戦により大半が撤収した。
- バーレーン〔3,746人〕：MNNA、ICI
海軍の第5艦隊が駐留。
- カタール〔443人〕：ICI
中央軍の現地司令部が置かれている。
- ヨルダン〔106人〕：MNNA、地中海対話
- アラブ首長国連邦〔221人〕：ICI
- エジプト〔264人〕：MNNA、地中海対話、米陸軍管轄の医科学研究所（カイロ）
- サウジアラビア〔558人〕
湾岸戦争前後は数十万まで増加したが、現在、主要部隊は周辺湾岸国へ移転。
- シリア〔非公開〕
- パキスタン〔65人〕：MNNA
- オマーン〔25人〕：マシーラ空軍基地、スムライト空軍基地に駐留、海兵隊
- イスラエル〔102人〕：相互防衛援助協定、GSOMIA、MNNA、主要戦略的パートナー
- カザフスタン〔24人〕：後方支援・補給支援協定、施設の使用（アクタウ、クリク）、個別的パートナーシップ行動計画（IPAP）
カザフスタン政府は、「海軍基地ではない」「同盟国へ悪影響がある事はしない」としつつも、施設の提供自体は「補給基地」であるとして認めている。
- トルクメニスタン〔11人〕：領空通過、施設の使用（バルカナバート、クシカ、マル空港、補給業務監督の為にアシガバードに米軍派遣部隊が駐留）
トルクメニスタンは永世中立国宣言しているが、「軍事基地」ではなく「支援基地」であり中立違反にはならないと主張
- ウズベキスタン〔12人〕
- タジキスタン〔12人〕
- キルギス〔11人〕

### 中南米
米州相互援助条約（Rio Pact、TIAR）加盟国
- エルサルバドル〔62人〕
- ホンジュラス〔364人〕
- コロンビア〔64人〕：コロンビア計画（国内に7か所に駐留。麻薬撲滅）、パートナーシップ協定。MNNA
- バハマ〔59人〕
- ペルー〔53人〕：米陸軍管轄の医科学研究所（リマ）
- ブラジル〔49人〕：MNNA
- チリ〔35人〕：コンコンに駐留（西半球安全保障協力研究所）
- アルゼンチン〔25人〕：ウシュアイアに駐留。防衛協力・兵器供給協定、MNNA
ネウケン州とミシオネス州、ティエラ・デル・フエゴ州の4か所に基地建設で合意
- パラグアイ〔13人〕：マリスカル・エスティガリビアに駐留
- コスタリカ〔16人〕
- パナマ〔27人〕
パナマ運河防衛のため、長期にわたり駐留した。撤退後も施設を米軍が定期的に使用

その他
- キューバ〔639人〕（グァンタナモ米軍基地）
- メキシコ〔79人〕
- エクアドル〔27人〕：ガラパゴス諸島のサンクリストバル空港を使用。
エクアドル政府は「麻薬の密輸や密漁を取り締まる為の監視活動である」と駐留は否定

### アフリカ
- ジブチ〔274人〕（ジブチ共和国には米軍のほかに800名ほど仏軍、自衛隊なども駐留）
- ソマリア〔53人〕：サングニに駐留（キスマヨの郊外）
- ウガンダ〔15人〕：エンテベ空港に駐留、ひかる稲妻（ライトニング・サンダー）作戦（LRA対策）
- ケニア〔84人〕：米陸軍管轄の医科学研究所（ナイロビ）
- チャド〔18人〕：ンジャメナに駐留、ボコ・ハラム対策
- チュニジア〔22人〕
- モロッコ〔30人〕：MNNA、地中海対話、施設の使用
- セネガル〔20人〕：軍事協定、施設の使用（ダカール）
- ニジェール〔25人〕：アガデズに駐留（基地開設の為の地位協定）、無人航空機基地
- ブルキナファソ〔16人〕：ワガドゥグーに駐留、無人航空機基地
- カメルーン〔11人〕：ガルアに駐留、無人航空機基地
- ガーナ〔19人〕：米軍基地設置を許可
- 南アフリカ共和国〔45人〕

### その他
- この他に ナイジェリア〔36人〕や 香港〔13人〕などに（主としてアメリカ製装備の）教官やパイロットとして、あるいは通信要員などとして少数（数十〜数百人）が派遣されている。

### かつての駐留国
- アフガニスタン：MNNA
アフガニスタン紛争から継続。最盛期は約2万人。2006年にNATOに正規軍の指揮権が移譲。2021年8月、完全に撤退した[46]。
- ベトナム共和国
ベトナム戦争で北ベトナム及びベトコンの決定的勝利が確立したサイゴン陥落以降完全撤退。

## 戦歴
- アメリカ独立戦争（1775年〜1783年）
- ウィスキー税反乱（1791年〜1794年）
- 米英戦争（1812年〜1814年）
- セミノール戦争（1816年-1858年）
  - 第一次セミノール戦争（1816年-1819年）
  - 第二次セミノール戦争（1835年-1842年）
  - 第三次セミノール戦争（1855年-1858年）
- 米墨戦争（1846年〜1848年）
  - メキシコ占領
- 南北戦争（1861年〜1865年）
  - ニューヨーク暴動鎮圧（1863年）
  - 南部諸州軍政（1867年〜1870年）
- 下関戦争（1863年）
- インディアン戦争（1876年〜1890年）
  - スー族蜂起（1876年〜1877年）
  - アパッチ族蜂起（1882年〜1886年）
- 米西戦争（1898年）
- キューバ介入（1898年〜1902年）
- 米比戦争（1899年）
- 義和団の乱（1900年）
- ドミニカ共和国介入（1905年保護領化）
- キューバ内戦介入（1906年）
- ニカラグア革命介入（1912年〜1933年）
- メキシコ革命介入（1914年）
- ハイチ介入（1915年〜1934年保護国化）
- メキシコ軍事衝突（1916年、1917年）
- ドミニカ共和国介入（1916年〜1924年）
  - アメリカ合衆国によるドミニカ共和国占領 (1916年-1924年)
- 第一次世界大戦参戦（1917年〜1918年）
- シベリア出兵 日米連合軍（1918年〜1920年）
- サンディーノ戦争介入（1927年〜1933年）
- 第二次世界大戦参戦（1939年〜1945年、1941年まで宣戦布告しないが義勇兵が参加）
  - 太平洋戦争参戦（1941年〜1945年、以前から日中戦争に義勇兵が参加）
  - ドイツ分割占領・軍政（1945年〜1949年）
  - オーストリア分割占領・軍政（1945年〜1955年）
  - 南洋諸島占領・軍政（1945年〜1947年）
  - 沖縄県占領・軍政（1945年〜1972年）
  - 日本占領・一部軍政（1945年〜1952年、GHQ/SCAP）
  - 朝鮮半島分割南部占領・軍政（1945年〜1949年）
  - 奄美群島占領・軍政（1946年〜1953年）
  - 小笠原諸島占領・軍政（1946年〜1968年）
- 冷戦（1946年〜1989年）
- 朝鮮戦争（1950年〜1953年、国連軍）
- グアテマラ革命介入（1954年）
- キューバ介入（1961年）
- キューバ危機（1962年）
- トンキン湾事件（1964年）
- ドミニカ共和国介入（1965年〜1966年）
  - アメリカ軍によるドミニカ共和国占領 (1965年-1966年)
- ベトナム戦争（1961年〜1973年）
- イラン米大使館人質事件（1980年）
- リビア空軍機撃墜（1981年）
- レバノン内戦介入（1982年〜1984年）
- グレナダ侵攻（1983年）
- リビア爆撃（1986年）
- イラン・イラク戦争介入（1987年〜1988年）
- リビア空軍戦闘機撃墜（1989年）
- パナマ侵攻（1989年）
- 湾岸戦争（1991年、国連多国籍軍）
- ソマリア内戦介入（1992年〜1994年、国連PKO）
- イラク攻撃（1993年）
- ハイチ介入（1994年）
- ボスニア・ヘルツェゴビナ紛争介入（1995年、NATO軍）
- イラク攻撃（1996年）
- 台湾海峡危機（1996年）
- スーダン・アフガニスタン攻撃（1998年）
- イラク攻撃（1998年）
- ユーゴスラビア空爆（1999年、NATO軍）
- アフガニスタン攻撃（2001年）
  - アフガニスタン駐留（2001年〜2021年、NATO軍・ISAF）
- イラク戦争（2003年）
  - アメリカ合衆国によるイラク占領（2003年〜2004年）
  - 在イラク米軍（2004年〜2011年、イラク駐留軍の一環）
- ハイチ介入（2004年）
- ワジリスタン空爆（2004年）
- ソマリア内戦介入（2007年）
- リビア内戦（2011年、NATO軍）
- ISIL掃討作戦（2014年～、有志連合軍）
- 繁栄の守護者作戦（2024年）
- アメリカによるイラクとシリアに対する報復攻撃（2024年）

## 各軍記念日
1950年以降各軍独自の公式記念日は廃止され、5月の第3土曜日の軍隊記念日 (Armed Forces Day) に統合された。
- アメリカ陸軍（United States Army）
- アメリカ海軍（United States Navy）
海軍に理解のあったセオドア・ルーズベルト大統領（共和党）の誕生日を記念して、1922年に10月27日が制定された。現在は、民間団体により祝賀行事が行われている。
- アメリカ空軍（United States Air Force）
- アメリカ海兵隊（United States Marine Corps）
1945年の第二次世界大戦末期に日本軍との硫黄島の戦い（太平洋戦争/大東亜戦争）で摺鉢山に星条旗が掲げられた日、2月23日に制定された。

## 戦争犯罪
アメリカ合衆国軍は設立以来、多くの戦争犯罪を犯してきた。
インディアン戦争では多くの先住民族を虐殺してきた。人数は諸説あるものの、アメリカ合衆国軍は先住民族約950万人以上を殺害したといわれている。殺害だけでなく、アメリカ人の奴隷にされた先住民族も存在する。
米比戦争では、フィリピンに上陸したアメリカ兵によるフィリピン人虐殺を行った。
第一次世界大戦後には、バナナ戦争と称して中央アメリカに軍事介入を行い、軍事占領などを行った。
第二次世界大戦では当初は参戦しなかったものの、真珠湾攻撃後に枢軸国に宣戦布告を行った。ナチス・ドイツのフランス侵攻によって、フランスはナチス・ドイツに占領された。ノルマンディー上陸作戦後に解放されたフランスでは駐留するアメリカ兵によるフランス人への強姦が多発した（米兵によるフランス解放時の強姦を参照）。
第二次世界大戦中、アメリカ合衆国軍は圧倒的な軍事力を見せつけ、1945年にはナチス・ドイツのドレスデン（ドレスデン爆撃）で最大20万人のドイツ人を殺害し、ドイツ本土空襲で都市への無差別爆撃を行った。大日本帝国も同様で、沖縄戦や日本本土爆撃によって大量死者を発生させた。世界唯一の核攻撃であるアメリカ合衆国による日本（広島・長崎）への原子爆弾投下を行い、約25万人の市民を殺害した。
第二次世界大戦直後、日本の降伏後に日本統治下の朝鮮半島はアメリカ合衆国とソビエト連邦による分断統治となった。南朝鮮は在朝鮮アメリカ陸軍司令部軍政庁によって管理され、大韓民国が建国された。行われた朝鮮戦争では、アメリカ合衆国は大韓民国を支援したものの、戦時中にはアメリカ兵が約300人の韓国人を無差別虐殺する老斤里虐殺事件の発生、韓国人女性への強姦事件や韓国人女性（基地村女性）が在韓米軍のアメリカ兵士をサービスした在韓米軍慰安婦問題も引き起こした。
ベトナム戦争に関しても、アメリカ合衆国軍はベトナム全土を無差別爆撃を行い、785万トン以上の爆弾を投下した。これは第二次世界大戦をも凌ぐ量であり、隣国のラオスもアメリカ合衆国の攻撃対象であり、無差別爆撃によってラオスの人口と匹敵する200万トン以上の爆弾が投下された（ラオス内戦を参照）。その為、ラオスは世界で最も爆撃された国として記憶されている。現在でもアメリカ合衆国軍の不発弾によって、ラオス人が死亡する事故が多発している。
ベトナム戦争中、アメリカ兵はソンミ村虐殺事件をはじめとするベトナム人虐殺・強姦事件を引き起こした。それだけでなく、アメリカ合衆国軍は南ベトナム解放民族戦線の浸透作戦を防ぐ目的でベトナムに枯葉剤を大規模に散布した。戦後になっても、ベトナム国内で枯葉剤の影響で奇形児出産の増加を引き起こしている。
1999年のアライド・フォース作戦中に中国大使館を誤爆で爆撃した。

## その他
- 軍人とその家族にはアメリカ国防厚生管理本部が提供する公的医療保険「TRICARE」が適用される。
- 退役軍人にはアメリカ合衆国退役軍人省から勤務した期間や階級に応じた額の恩給年金が支給される。また一定期間以上勤務した場合はTRICAREに継続して加入できる。
- 同性愛者ではない（非ゲイ）男性の兵士による下級の男性兵士へのレイプ（性暴力）が最近明るみに出た。性交渉が目的ではなく、脅しや支配欲を満たす為に行われている。2009年に、110人以上の男性兵士が男性の同僚から性暴力を受けたと報告した（ニューズウィーク日本版2011年4月20日号）。また、上官の命令は絶対であることを悪用する上官による性的暴行の被害にあった女性将兵が多数存在する。レイプなど性的暴行は、2011年だけで3192件が報告されているが、被害が届けられないケースが多いとされ、アメリカ国防総省では、実態は年間約1万9000件とみている[53]。

### 入隊
- 志願できるのは永住権を有する者で、高等学校卒業程度の学力、基準以上の身体能力を有する18歳以上の男女である。なお永住権があれば市民権が無くてもよい[注釈 3]。また『卒業程度の学力』であるため中退者でも学力を証明できる書類や推薦書[注釈 4]などを加味して判断される。従来は卒業証明書の提出が必要だった。
- 市民権が無い者が志願・入営すると、忠誠を誓ったと看做され最低居住期間条件が免除になり、居住期間に関わらず入隊時（申請時）に市民権申請が可能になる（受理されるだけで認められるかは別）。既に入隊済みで1年以上経過した者も居住期間に関係なく市民権申請資格があるが、入隊後1年未満あるいは除隊後6か月を経過した者は特例条件を満たさず、通常の5年ルールが適用される。
- ベトナム戦争時には数を確保するため、素行不良者や就労が禁止されている観光ビザで入国した外国人への勧誘活動まで行われたが[54]、脱走兵の増加や軍規の乱れを招いたことから戦争終結後に厳格化された。
- 全てのアメリカ合衆国に『居住』する18〜26歳までの男性（米国籍や永住権者に限らず、違法移民や一時就労ビザなども含む。外交官ビザ、特殊ビザ、ビジタービザ、学生ビザなどは除外[注釈 5]）は、有事の際など軍を臨時に増強する必要があると大統領と議会が承認した場合に徴兵される「Selective Service System（選抜徴兵登録制度、SSS）」のリストに登録することが義務付けられている。18〜26歳までの男性永住権保持者がSSSに登録しなかった場合は在留期間の条件を満たしても市民権申請を拒否される場合がある。ベトナム戦争以後、SSSによる徴兵は2019年現在まで実施されていない。
- 大学生ではあるが、同時に軍事訓練を積み軍人教育を受ける予備役将校訓練課程が存在する。卒業後数年間は軍役に就く事を誓約し、大学在学中も非常事態時には召集される可能性がある。在学中は学費全額支給に加え奨学金数百ドルを受け取り、卒業後は最低でも少尉で入隊出来る。アメリカの大学の学費は高額であり学費はローンでまかなっている場合が多い。経済的な理由で進学を断念する者が多い為、軍費補助による学位取得制度への競争率は高い[注釈 6]。なお入隊前に学費補助で大学へ通うROTC制度の他に、軍役中に大学（日本で言う二部もしくは基地内にあるサテライトキャンパス）へ通える制度や退役後の大学資金積み立て制度などもある。